# Buick Century
El Buick Century va ser un automòbil fabricat per Buick, una divisió de General Motors durant els anys 1936-1942 i 1954-1958, classificat com a full size, i 1973-2004 com a mid size.
El substitut del Century és el Buick LaCrosse, que també és un mid size.

## Història (full size)

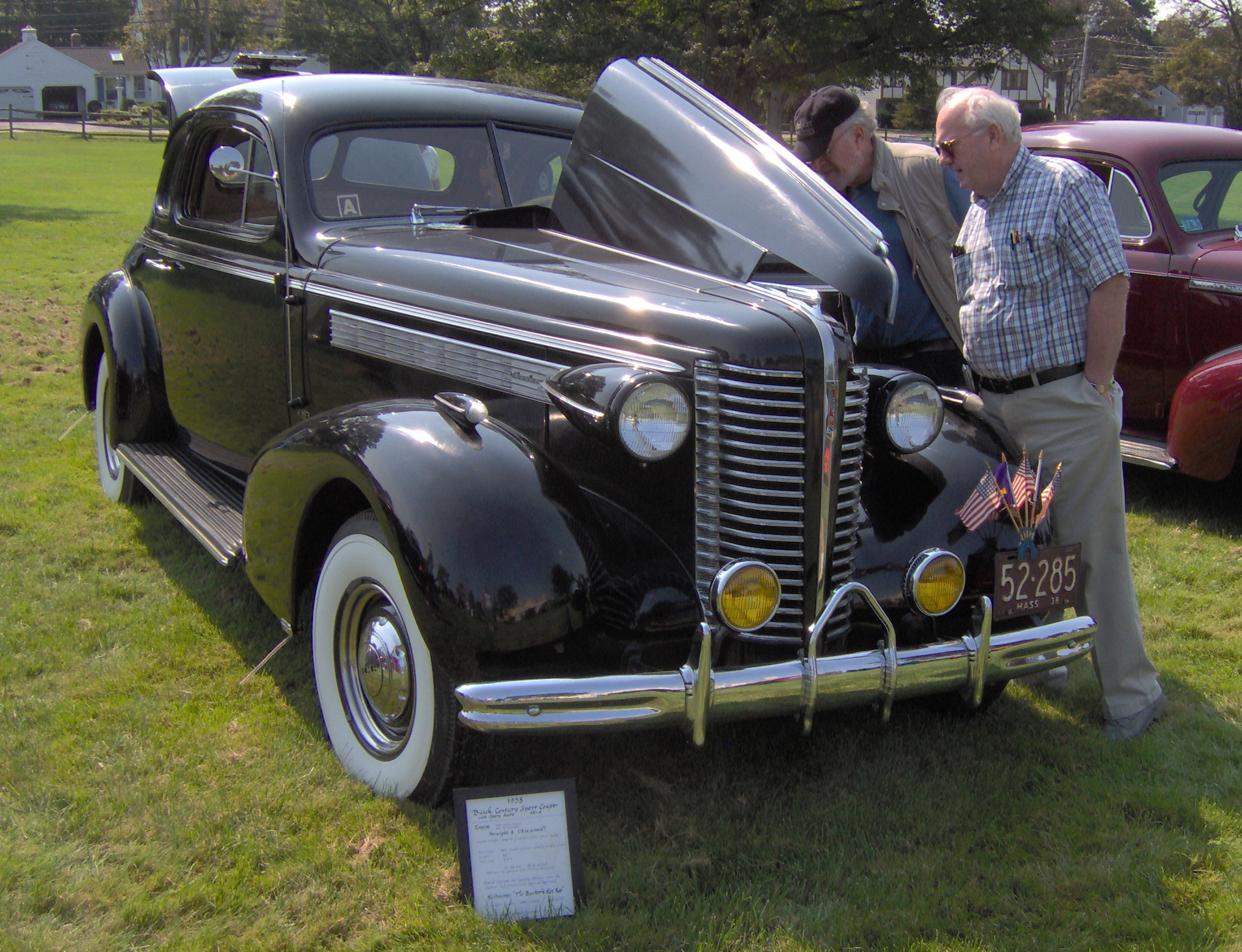
Buick Century del 1938

Com que el Century s'ha venut més com a mid size i el seu substitut és també un mid size, es decideix tractar a part la història del Century com a full size.
1936-1942
El 1936 Buick decideix canviar els noms dels seus models, per celebrar les millores mecàniques i de disseny respecte dels models del 1935. Els Buick Series 40 canvien a Buick Special, els Series 80 a Roadmaster i els Series 90 -els més luxosos-, com a Limited. Les Series 60 van canviar-se a Century.
Mecànicament el Century equipava un Buick de 320.2 in³ de 120 cv, mecànica capaç de sostenir al Century a 95 mph, guanyant-se la reputació de "banker's hotrod".
A finals de 1942 va deixar-se d'usar el nom Century. Durant el temps de comercialització, el Century va representar sobre un 10% de les vendes totals de Buick.
1954-1958
El 1954 s'introdueix de nou el Century. Com al model de 1936-1942, el nou Century usa el xassís del Buick Special retallat (conseqüentment, pesa menys) i un motor de 8 cilindres en V, amb la idea de donar-l potència al Buick. Com a novetat, s'afegeix una versió familiar (station wagon) que el model anterior no tenia.
El 1959, va retirar-se el Century de nou i el seu lloc va ser cobert pel Buick Invicta.

## Primera generació (1973-1977)
El Buick Century va tornar com un vehicle de propulsió, usant el xassís A de GM que usaven models com el Pontiac Grand Prix, GTO, LeMans, Grand Am i el Oldsmobile Cutlass Supreme.
Es presentava amb carrosseries de 2 portes coupe, 4 portes sedan i 4 portes familiar. Mecànicament, comparteix motors amb el Buick Regal: 3.8L (231 in³) Buick V6, 5.7L (350 in³) Oldsmobile Rocket 350 V8 i 7.5L (455 in³) Nailhead V8, aquest últim, va oferir-se durant el 1973-1975 degut al control d'emissions, i, per complir les noves regulacions de consum, el motor Buick V6 va ser equipat en els últims models d'aquesta generació.
El paquet Luxus, el de major luxe, va oferir-se el 1973-74 per al Century, però de 1975 a 1977 aquest va canviar-se el nom a Custom. Durant el 1975-1977 el Buick Special coupe va vendre's dins de la línia de models Century, anomenat "Century Special". El Special de 1977 va equipar un curiós coupe Landau, que usaven durant el 1974-1977 el Chevrolet Malibu Classic i el Pontiac LeMans.

## Segona generació (1978-1981)
Es redueix la mida del Century, i es presenta una versió fastback coupe de 2 portes anomenada "fastback". També un sedan de 4 portes (comparteix un disseny de carrosseria molt semblant al Oldsmobile Cutlass Salon) i un familiar.
La mecànica estàndard és un 3.8L (231 in³) Buick V6, degut a la normativa sobre economia de combustible.
Possiblement el model més curiós és el Century Turbo Coupe, venut de 1979 a 1980. Es tracta del 3.8L Buick V6 amb turbocompressor que oferia unes prestacions semblants a un V8 amb un consum de combustible més baix; tot i així, no va gaudir de la popularitat que sí que va gaudir el Buick Regal Turbo Sport Coupe. Tampoc el fastback va vendre's bé, i el 1980 va desaparèixer a favor d'un coupe convencional notchback el 1980.

## Tercera generació (1982-1996)

Buick Century del 1989-1990

El nou Century estrena el xassís A de GM però de tracció davantera per al coupe i sedan. El Century es va fabricar a Oshawa, Ontario, Canadà, Oklahoma City, Oklahoma i Framingham, Massachusetts.
El 1984 es presenta de nou el familiar que havia desaparegut a principis del 1980, així com una versió del Century per commemorar els jocs olímpics de Los Angeles el 1984.
El 1986 es fa un restyling amb una graella més corbada. Les mides del Century són:
Batalla (Wheelbase): 2,664 m (104.9 in)
Llargada (Length): 4,803 m (189.1 in sedan i coupe); 4,848 (190.9 in versió familiar)
Amplada (Width): 1,762 m (69.4 in)
Alçada (Height): 1,364 m (53.7 in sedan i coupe); 1,374 m (54.1 in versió familiar)
Les transmissions que han equipat són automàtiques de 3 i 4 velocitats.
Mecànicament el Century ha gaudit d'un ampli ventall de mecàniques. Però, la versió de 4 cilindres de gasolina i la de 6 cilindres dièsel no han tingut gaire èxit (de fet, va sortir força malament). La llista de mecàniques són:
- 1982-1985: 2.5L (151 in³) Iron Duke Tech 4 de 90 cv.
- 1982-1985: 3.0L (181 in³) Buick V6 de 110 cv.
- 1982-1985: 4.3L (263 in³) dièsel Oldsmobile V6.
- Mitjans 1984-1988: 3.8L (231 in³) Buick V6 de 140-150 cv.
- 1986-1988: 2.8L (173 in³) Motor 60-Degree V6.

1989-1995

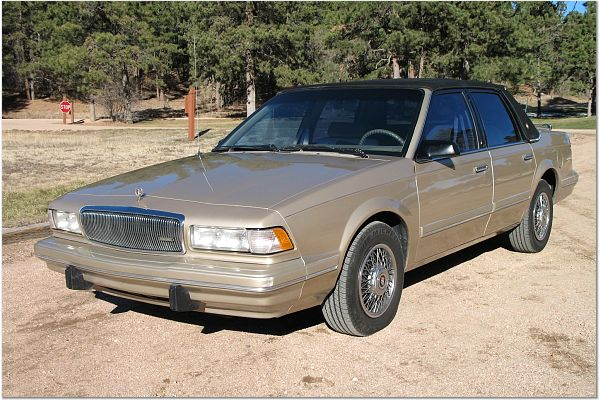
Buick Century del 1995

Al 1989 el Century rep un nou restyling. Insercions de plàstic negre i l'emblema "Trishield" de Buick, com també uns nous fars, i l'emblema elevat de Buick al capó. Totes les versions sedan poden ser fàcilment distingibles per les "full-width taillights" típiques de Buick.
El 1991 rep una nova actualització, i el 2.5L Iron Duke Tech 4 el substitueix un 2.2L Motor 122. El 1994 la versió coupe desapareix, i els models restants reben airbag al copilot. El motor 3.3L Buick V6 desapareix per un 3.1 Motor 60-Degree V6. Tot i que el 1995 se substitueix el velocímetre rectangular, el Century segueix equipant el mateix tauler del model del 1982.
Mecànicament, els Buick de 1989-1995 han equipat els següents motors:
- 1989-1993 3.3L (204 in³) Buick V6 de 160 cv.
- 1990-1992 2.5L (151 in³) Iron Duke Tech 4 de 110 cv.
- 1993 2.2L (134 in³) Motor 122 de 110 cv.
- 1994-1995 2.2L (134 in³) Motor 122 de 120 cv.
- 1994-1995 3.1L (191 in³) Motor 60-Degree V6 de 160 cv.

Automòbils relacionats amb el Buick Century són el Chevrolet Celebrity i el Oldsmobile Cutlass Ciera.

## Quarta generació (1997-2005)

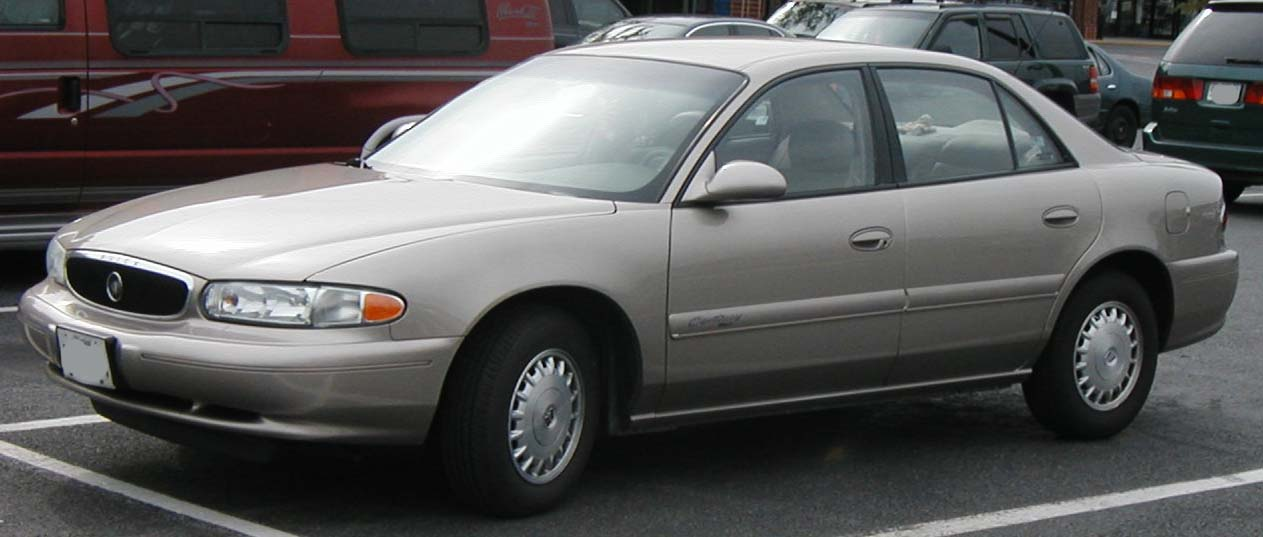
Buick Century del 1997-2005

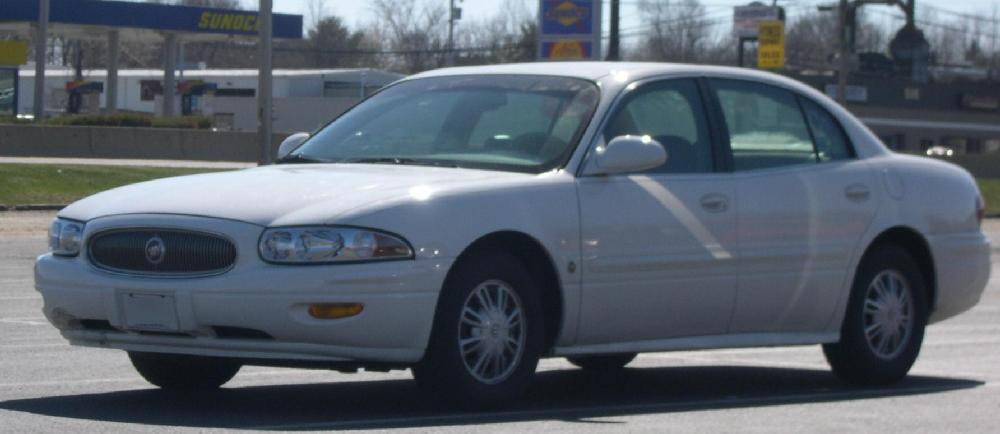
Buick Century del 2003

El 1997 el Century rep un redisseny, amb unes formes més ovalades i un disseny més aerodinàmic. El xassís canvia i equipa ara el W de GM. Només està disponible amb carrosseria sedan de 4 portes; a partir del 1997 només es va fabricar a Oshawa, Ontario, Canadà. Les mides del nou Century són:
Batalla (Wheelbase): 2,768 m (109.0 in)
Llargada (Length): 4,942 m (194.6 in)
Amplada (Width): 1,846 m (72.7 in)
Alçada (Height): 1,437 m (56.6 in)
Segueix sent de tracció davantera i, també com a novetat, desapareix el motor 2.2L i es queda com a única opció el motor 3.1L (191 in³) Motor 60-Degree V6 de 160 cv.
De fet, el Century s'assemblava molt amb el Buick Regal, amb úniques diferències entre les mecàniques i paquets d'equipament. El Century té un preu inferior al Regal i mecànicament només té una opció, el 3.1L.
El 1998 desapareix el Buick Skylark, i el Century esdevé el Buick d'accés. De fet, Buick va tractar de col·locar al Century com a alternativa del Toyota Camry i Honda Accord.
A partir del 2000 i fins al 2005, el motor 3.1L (191 in³) Motor 60-Degree V6 augmenta a 175 cv. Posteriorment, la distinció entre el Century i el Regal va ser més complicada.
Respecte de les caixes de canvi, no hi ha variació i segueixen oferint-se automàtiques de 4 velocitats.
Models relacionats amb el Century són el Buick Regal, Oldsmobile Intrigue i el Chevrolet Monte Carlo.

## Buick Century Xinès
A partir del 1999, Shanghai GM va fabricar el Century per al mercat xinès. Els paquets d'equipament són el Buick New Century (base), GL i el GLX (més luxós). Com al model de Nord-America, va ser substituït pel Buick LaCrosse.